# Сильванський Микола Гаврилович
Мико́ла Сильва́нський  (1806 — 4 липня 1879) — православний священик на Слобожанщині, пасічник і освітній земський діяч. Статті з бджільництва, окремо «Наставление по части дупланочного пчеловодства». Під псевдонімом «Лісовик» містив статті українською мовою у «Записках о Южной Руси» Пантелеймона Куліша. Збирав народні пісні.